# Vince Conti
Vince Conti, all'anagrafe Vincent Thomas Conti (22 novembre 1930 – 5 settembre 2018), è stato un attore statunitense.

## Biografia
Vince Conti doveva la sua popolarità all'aver interpretato il ruolo del detective Rizzo nella serie televisiva Il tenente Kojak.

## Filmografia
- Il tenente Kojak (Kojak) - serie TV (1974-1978)
- Kojak: The Belarus File (1985)